# 루 퍼리그노
루 퍼리그노(영어: Lou Ferrigno, 1951년 11월 9일 ~ )는 미국의 배우이다.

## 출연 작품
- 토르: 라그나로크 (2017)
- 스콜피온 킹: 더 로스트 스론 (2015)
- 슈퍼히어로 어벤져 (2015)
- 어벤져스: 에이지 오브 울트론 (2015)
- 제너레이션 아이언 (2013)
- 어벤져스 (2012)
- 알러뷰 맨 (2009)
- 인크레더블 헐크 (2008)
- 서즈 오브 파워 (2004)
- 헐크 (2003)
- 헬로우 프랭크 (2002)
- 킹 오브 퀸즈 (1998)
- 두 얼굴의 사나이 - 애니메이션 시리즈 (1996)
- 미저리 브라더스 (1995)
- 케이지 2 (1994)
- 엑스트라 라지 - 조조 (1991)
- 행화이어 (1991)
- 레인저 (1990)
- 신밧드 오브 더 세븐 씨 (1989)
- 케이지 (1989)
- 두 얼굴의 사나이 4 (1989)
- 두 얼굴의 사나이 3 (1988)
- 헤라클레스 2 (1985)
- SOS 특급작전 (1983)
- 헤라클레스 (1983)
- 스턴트맨 (1981)
- 두 얼굴의 사나이 2 (1979)
- 두 얼굴의 사나이 - 시리즈 (1978)
- 두 얼굴의 사나이 - 데스 인 더 패밀리 (1977)
- 펌핑 아이언 (1977)
- 두 얼굴의 사나이 (1977)